# Gave de Larrau
Der Gave de Larrau ist ein Fluss in Frankreich, der im Département Pyrénées-Atlantiques in der Region Nouvelle-Aquitaine verläuft. 

## Verlauf
Er entspringt nahe der Grenze zu Spanien, im Gemeindegebiet von Larrau, bei der Schistation Chalets d’Iraty. Der Quellbach wird als Izeiko Erreka bezeichnet. Der Gave de Larrau entwässert zunächst nach Ost und Südost, schwenkt bei Larrau nach Nordost und erreicht nach rund 18 Kilometern im Gemeindegebiet von Licq-Athérey den Fluss Gave de Sainte-Engrâce, mit dem er gemeinsam den Fluss Saison bildet.

## Orte am Fluss
- Larrau